# Nystalea grisescens
Nystalea grisescens är en fjärilsart som beskrevs av Paul Dognin 1911. Nystalea grisescens ingår i släktet Nystalea och familjen tandspinnare. Inga underarter finns listade i Catalogue of Life.